# Porto de Puerto Plata
O Porto de Puerto Plata está localizado em San Felipe de Puerto Plata, na província de Puerto Plata, República Dominicana. É o principal porto da costa norte e é atualmente usado para operações de cargas e vários movimentos militares, embora o governo esteja planejando reconstruir o antigo terminal para operações comerciais de passageiros.

## Visão geral
O porto de Puerto Plata é o terceiro mais importante porto do país. Possui dois terminais; um deles está atualmente sendo reformado pelo governo para as operações de cruzeiros turísticos, e é conhecido como Muelle Viejo.  O outro está funcionando no momento e é chamado Muelle Nuevo. Este porto lida com carga contentorizada, carga geral, de combustível e a gestão de cruzeiro turístico.

## Informações
- Localização: 19° 48′ 10″ N, 70° 42′ 00″ O
- Horário local: UTC−4
- Clima/climática/ventos prevalecentes: de 15 de maio até 15 de setembro
- Climática: na maioria das vezes ensolarada, tropical. Temporada de furacões vai de junho a novembro.
- Ventos prevalecentes: direção ENE–ESE.
- Faixa de temperatura média: 28–30 °C.